# Pachycephala chlorura
A Pachycephala chlorura a madarak osztályának verébalakúak (Passeriformes) rendjébe és a légyvadászfélék (Pachycephalidae) családjába tartozó faj.

## Rendszerezése
A fajt Austin L. Rand angol zoológus írta le 1860-ban. Egyes szervezetek szerint az új-kaledón légyvadász (Pachycephala pectoralis) alfaja Pachycephala caledonica chlorura néven.

## Előfordulása
Vanuatu és a Salamon-szigetek területén honos.

## Természetvédelmi helyzete
A Természetvédelmi Világszövetség Vörös listáján nem szerepel.